# Штраус, Иоганн (сын)
Иога́нн Бати́ст Штра́ус II (нем. Johann Baptist Strauss; 25 октября 1825, Вена — 3 июня 1899, там же) — австрийский композитор, дирижёр и скрипач, признанный «король вальса», автор многочисленных танцевальных произведений и нескольких популярных оперетт.

## Биография
Иоганн родился в семье известного австрийского композитора Иоганна Штрауса-старшего. Его прадед Иоганн Михаэль Штраус (1720—1800) из Буды (часть Будапешта) был евреем, принявшим католичество. Данный факт позже, с помощью фальсификации документов, пытались скрыть нацисты, называвшие музыку Штрауса «немецкой». Двое из четырёх братьев Штрауса-младшего (Йозеф и Эдуард) тоже стали известными композиторами.
Мальчик учился играть на скрипке тайком от отца, который хотел видеть сына банкиром и устраивал яростные скандалы, когда заставал сына со скрипкой в руках. Однако при помощи матери Иоганн-младший продолжал тайком совершенствоваться в музыке. Отец вскоре отдал Иоганна-младшего в Высшее коммерческое училище, а вечерами заставлял работать счетоводом. В 1844 году Иоганн-младший завершил своё музыкальное обучение у известных педагогов (Франца Амона и др.), которые дали ему блестящие рекомендации (для получения лицензии на профессию). Когда он всё-таки решился и обратился в магистрат за лицензией на право дирижировать оркестром, мать, опасаясь, что Иоганн-старший воспрепятствует выдаче лицензии, подала на развод по причине многолетних измен мужа. Штраус-старший в ответ лишил детей от Анны наследства, отписав всё своё состояние детям своей любовницы Эмилии Трампуш. Вскоре после регистрации развода он женился на Эмилии официально, у них к этому времени было уже семеро детей. После развода родителей при поддержке своей матери сын смог полностью сосредоточиться на карьере композитора.

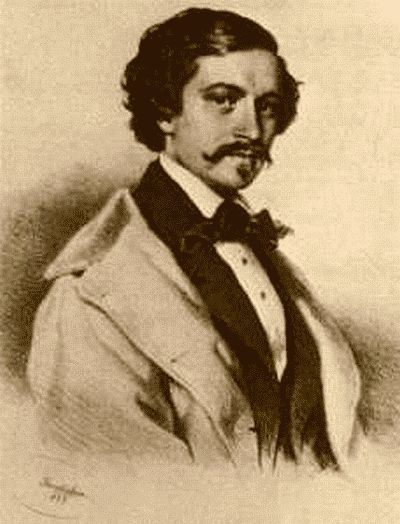
Иоганн Штраус в молодости

Вскоре Штраусу удаётся набрать небольшой собственный оркестр, и он с успехом выступает в венском казино Доммайера. Репертуар оркестра в значительной степени состоял из его собственных произведений. Первое время сильно мешала зависть со стороны влиятельного отца, который заносил в чёрный список те заведения, где выступал сын, не допускал его на придворные балы и на другие престижные мероприятия, которые считал своей вотчиной. Но, вопреки всем усилиям отца и благодаря почитателям таланта Иоганна-младшего его назначили капельмейстером военного оркестра второго полка гражданской милиции (отец был руководителем оркестра первого полка).
Ещё больше углубила конфликт отца с сыном революция 1848 года. Штраус-старший поддержал монархию и написал верноподданнический «Марш Радецкого». Штраус-младший в дни революции играл «Марсельезу» и сам написал ряд революционных маршей и вальсов. После подавления революции его привлекли к суду, но в конце концов оправдали.
1849: Штраус-старший умер от скарлатины. Иоганн на могиле отца сыграл «Реквием» Моцарта, посвятил памяти отца вальс «Эолова арфа» и издал за свой счёт полное собрание сочинений отца. Отцовский оркестр решил присоединиться к музыкантам сына, и объединённый оркестр отправляется на гастроли по Австрии, Польше, Германии. Всюду он имел огромный успех.
Чтобы наладить отношения с новым императором Францем-Иосифом I, Штраус посвящает ему два марша. Вскоре ему передают все отцовские полномочия на придворных балах и концертах (1852). Приглашений так много, что он нередко отправляет вместо себя одного из братьев. В отличие от отца, он никому не завидовал и шутил, что «братья талантливее меня, просто я популярнее».

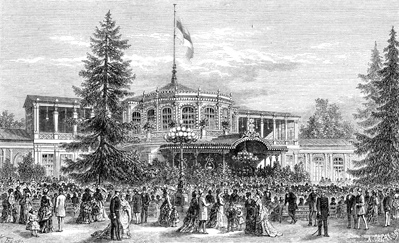
Павловский музыкальный вокзал

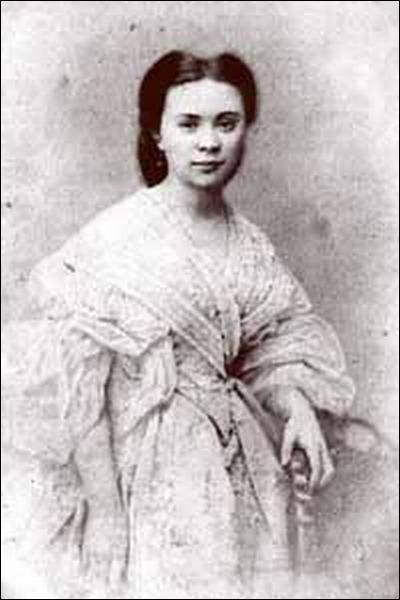
Ольга Смирнитская

1856: первые гастроли Штрауса в России. Он стал постоянным дирижёром летних концертов при Павловском вокзале с огромным окладом (22 тысячи рублей за сезон). В течение пяти лет выступлений в Павловске Штраус переживает серьёзное увлечение русской девушкой, Ольгой Смирнитской (1837—1920), но родители Ольги Василий Николаевич и Евдокия Акимовна Смирнитские воспрепятствовали их браку. Этому роману были посвящены советский фильм «Прощание с Петербургом» и книга Айгнера «Иоганн Штраус — Ольга Смирнитская. 100 писем о любви».
1862: После сообщения Ольги о своей свадьбе с офицером Семёновского полка Александром Степановичем Лозинским (1840—1920), Штраус женился на оперной певице Йетти Халупецкой, выступавшей под псевдонимом «Трефц» (Henrietta Treffz). Биографы отмечают, что Йетти была внешне похожа на Ольгу Смирнитскую. Йетти была старше Штрауса на 7 лет и к тому же имела семерых внебрачных детей от разных отцов. Тем не менее брак оказался счастливым, Генриетта стала верной и заботливой женой и импресарио мужа.
Конец 1860-х — начало 1870-х годов: расцвет штраусовского гения. В этот период он создаёт свои лучшие вальсы: «На прекрасном голубом Дунае» (1866) и «Сказки Венского леса» (1868), лучшие оперетты.
1870: Штраус отказывается от придворных обязанностей (передаёт их брату Эдуарду) и посвящает себя оперетте. Неожиданно, в возрасте 43 лет умирает брат Йозеф.
В 1870-е годы оркестр Штрауса гастролирует по Великобритании, Франции, США. На Бостонском музыкальном фестивале Штраус ставит мировой рекорд, управляя оркестром более чем из 1000 музыкантов. В 1871 году по совету Оффенбаха Штраус пишет свою первую оперетту «Индиго и сорок разбойников», хорошо принятую публикой. Всего он написал 15 оперетт.

50 шиллингов 1999 г — австрийская памятная монета, выпущенная по поводу 100-летия смерти Иоганна Штраусa

1874: новая оперетта «Летучая мышь» поначалу большой популярности не имеет, но всё же многие годы не сходила со сцены венских театров. Триумфальный успех приходит спустя 20 лет, после появления новой редакции (Густав Малер, Гамбург).
1878: через шесть недель после смерти Йетти Штраус женился на молодой немецкой певице Анжелике Дитрих. Вскоре этот брак распался.
1882: Штраус женится в третий и последний раз, на Адели Дойч (1856—1930), вдове сына банкира Антона Штрауса. Она была еврейкой и не хотела переходить в христианскую веру. В католической церкви их бы не стали венчать, поэтому для оформления развода и нового брака Штраус становится протестантом-евангелистом и принимает германское гражданство, став подданным герцога Саксен-Кобург-Готского. Окончательно брак с Аделью был оформлен в 1887 году. Штраус посвятил жене вальс «Адель». Их совместная жизнь сложилась удачно. Несмотря на три брака, своих детей у Штрауса не было.
1880: Штраус едет в Париж проводить в последний путь Оффенбаха.
1885: новый шедевр: оперетта «Цыганский барон», по сюжету повести «Саффи» Мора Йокаи. Музыка оперетты наполнена отчётливым венгерским колоритом. Это самая «оперная» из оперетт Штрауса.
1895: 70-летие Штрауса отмечает вся Европа.
Последние годы Штраус не концертировал и практически не выходил из дома. Но по случаю 25-летия оперетты «Летучая мышь» его уговорили дирижировать увертюрой. Он слишком разгорячился и по дороге домой сильно простудился. Штраус скончался в Вене 3 июня 1899 года в возрасте 73 лет от пневмонии, не успев закончить балет «Золушка». Завершил работу над балетом в следующем году Йозеф Байер. Штраус был похоронен на Центральном кладбище Вены.
Всё своё состояние Иоганн завещал музыкальному обществу. Адели досталась только рента. Она пережила мужа на 31 год, полностью посвятив себя созданию музея Штрауса и публикации его произведений. Она даже разыскала и сохранила любовные письма мужа к Ольге.
После смерти Штрауса были поставлены несколько оперетт, смонтированных из различных его произведений. Первой из них стала «Венская кровь», лейтмотивом которой служит одноимённый вальс Штрауса. Штраус незадолго до кончины дал разрешение на создание этого произведения, но сценического успеха оно не имело.

## Творчество

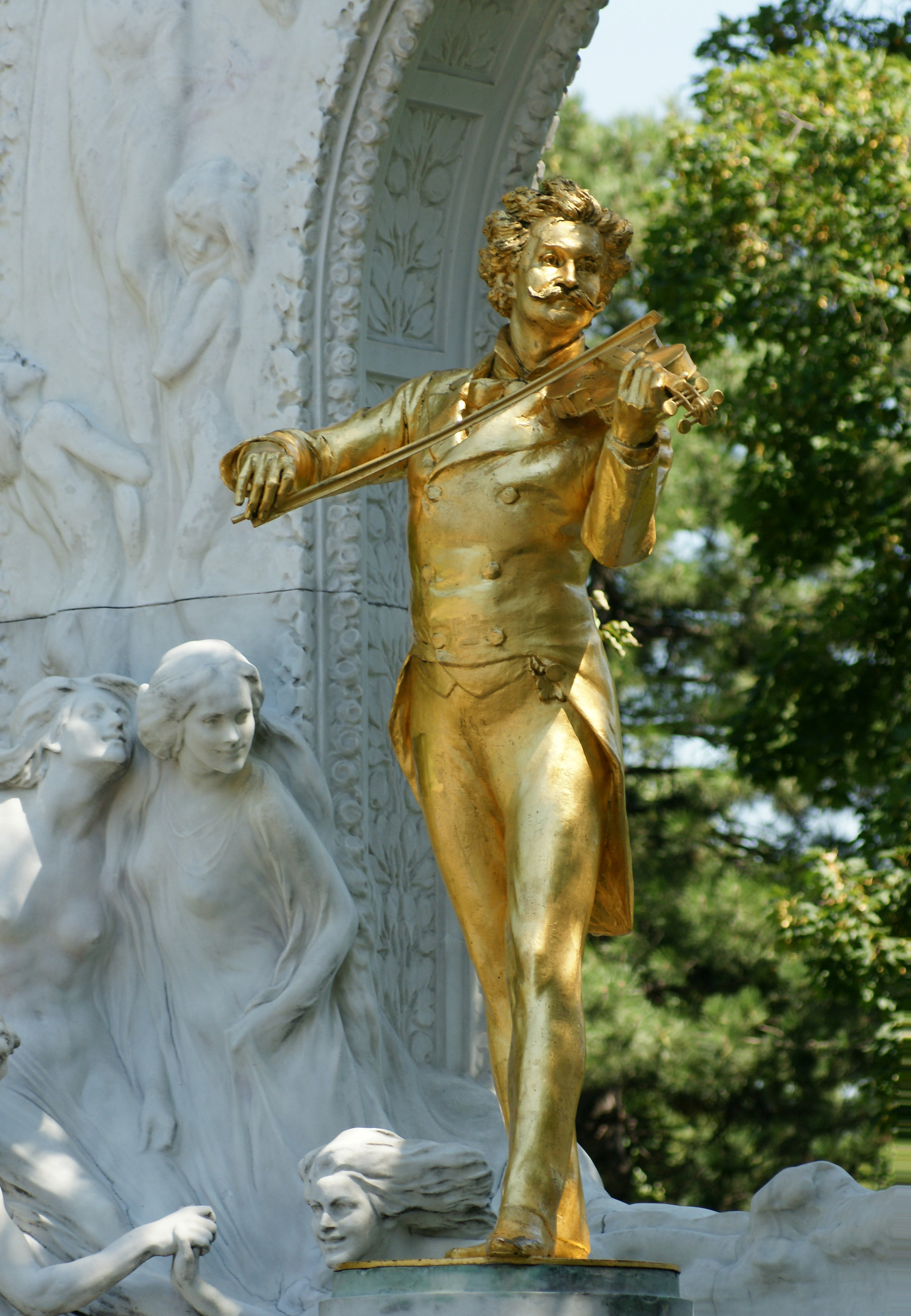
Памятник Штраусу в Венском парке

За свою жизнь Иоганн Штраус создал 496 произведений, в том числе 168 вальсов, 117 полек, 73 кадрили, 43 марша, 31 мазурку, 15 оперетт, комическую оперу и балет. Он сделал с танцевальной музыкой то, что позднее Гершвин сделал с джазом: поднял до симфонических вершин. Творениями Штрауса восхищались самые разные композиторы, от Оффенбаха до Вагнера, от Легара до Чайковского.

### Оперетты и другие театральные постановки
- Индиго и сорок разбойников (Indigo und die Vierzig Räuber, 1871)
- Карнавал в Риме (Der Karneval in Rom, 1873)
- Летучая мышь (Die Fledermaus, 1874)
- Калиостро в Вене (Cagliostro in Wien, 1875)
- Принц Мафусаил (Prinz Methusalem, 1877)
- Жмурки (Blindekuh, 1878)
- Кружевной платок королевы (Das Spitzentuch der Königin, 1880)
- Весёлая война (Der lustige Krieg, 1881)
- Ночь в Венеции (Eine Nacht in Venedig, 1883)
- Цыганский барон (Der Zigeunerbaron, 1885)
- Симплициус (Simplicius. 1887)
- Рыцарь Пасман (Ritter Pásmán, опера, 1892)
- Принцесса Нинетта (Fürstin Ninetta, 1893)
- Яблочный праздник (Jabuka, 1894)
- Ясменник душистый (Waldmeister) (1895)
- Богиня Разума (Die Göttin der Vernunft, 1897)
- «Золушка» (Aschenbrödel, 1899, балет, посмертно) — единственный балет в творчестве композитора. Премьера состоялась 2 мая 1901 года на сцене берлинской Королевской оперы (дирижёр Карл Мук, балетмейстер Эмиль Греб, партию Золушки исполнила Антониетта Дель-Эра.
- Венская кровь (Wiener Blut, 1899, посмертно)

### Знаменитые вальсы и марши
- Песни любви (Liebeslieder, op. 114, 1852)
- Прощание с Петербургом (Abschied von St Petersburg, op. 210, 1858)
- Персидский марш (Persischer-Marsch). Впервые был исполнен в Павловске 11 июня 1864 г. Композитор был награждён персидским «Орденом Солнца», пожалованным шахом Персии Насером ад-Дином[18].
- На прекрасном голубом Дунае (An der schönen blauen Donau, op. 314, 1867)
- Жизнь артиста (Künstlerleben, op. 316, 1867)
- Сказки Венского леса (Geschichten aus dem Wienerwald, op. 325, 1868)
- Вино, женщины и песни (Wein, Weib und Gesang, op. 333, 1869)
- Тысяча и одна ночь (Tausend und eine Nacht, op. 346, 1871)
- Венская кровь (Wiener Blut, op. 354, 1873)
- Калиостро (Cagliostro-Walzer, op. 370, 1875)
- Прекрасный май (O schöner Mai!, op. 375, 1877)
- Розы с юга (Rosen aus dem Süden, op. 388, 1880)
- Поцелуй (Kuss-Walzer, op. 400, 1881)
- Весенние голоса (Frühlingsstimmen, op. 410, 1883)
- Лагуны (Lagunen-Walzer, op. 411, 1883)
- Венские женщины (Wiener Frauen, op. 423, 1886)
- Императорский вальс (Kaiser-Walzer, op. 437, 1888)

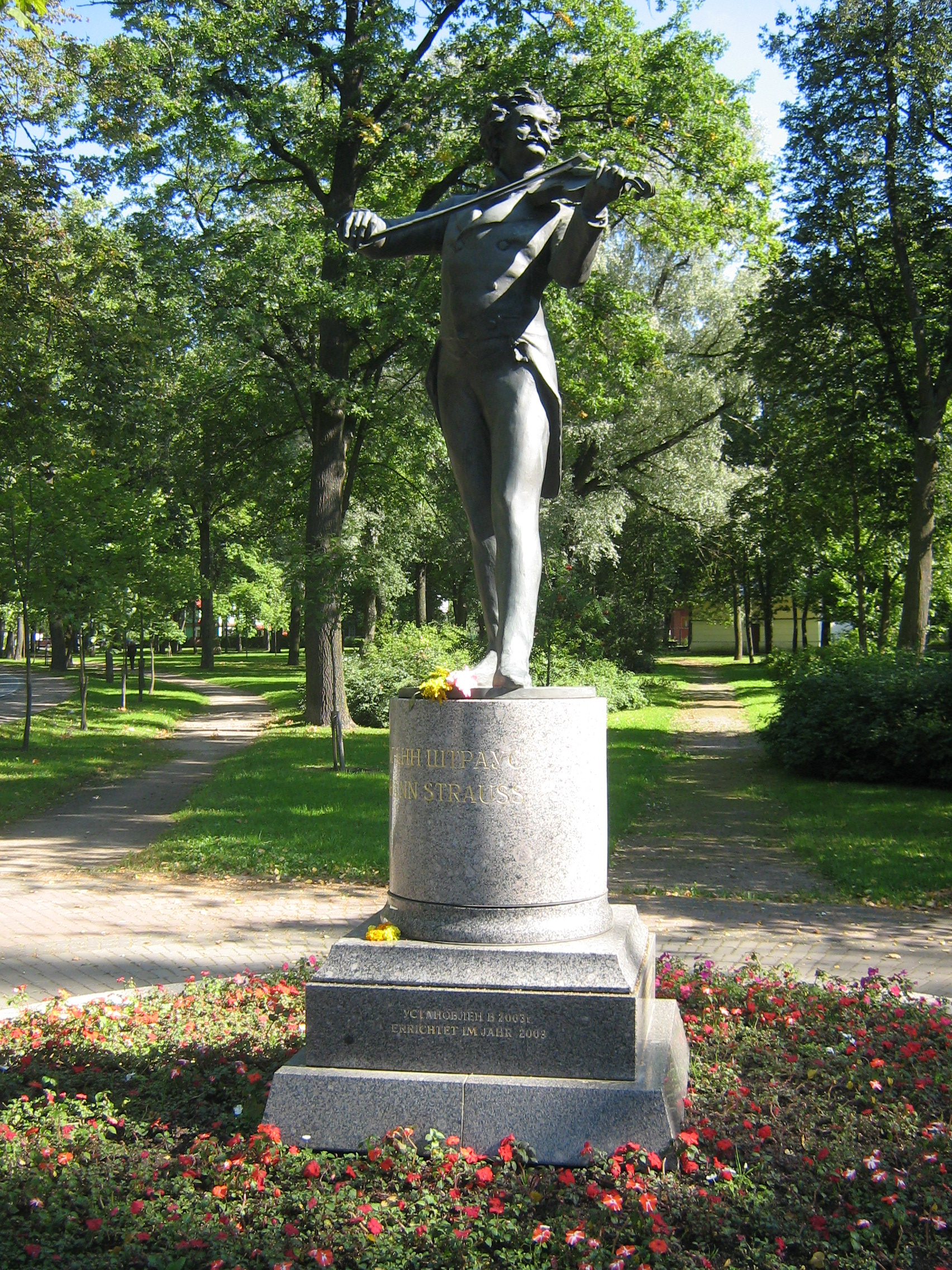
Памятник Штраусу в Павловске

### Музыка Штрауса в кино
- Караяновская запись вальса «На прекрасном голубом Дунае» была использована кинорежиссёром Стенли Кубриком в звуковой дорожке к фильму «Космическая одиссея 2001 года» (Кубрик перемонтировал кадры, чтобы «попасть» в музыку).
- Вальс «Венская кровь» (нем. Wiener Blut) был использован в серии «Мышонок Иоганн» мультфильма «Том и Джерри», а также в саундтреке к фильму Гая Ричи «Шерлок Холмс. Игра теней» (в обработке Ганса Циммера).

## Память
- Памятники Штраусу установлены в Вене и в Павловске под Санкт-Петербургом, где композитор гастролировал 10 сезонов.
- Айгнер Томас. «Иоганн Штраус — Ольга Смирнитская. 100 писем о любви.» Документальный роман. М.: Время, 2005, 240 с ISBN 5-9691-0070-6

### Образ в кино
- 1934 — «Венские вальсы» режиссёра Альфреда Хичкока. Сюжет о написании Штраусом вальса «На прекрасном голубом Дунае» полностью вымышлен, создание вальса перенесено на 20 лет вперёд. В главной роли — Эдмунд Гвенн.
- 1938 — «Большой вальс» (США). В главной роли — Фернан Граве[фр.]. Сюжет о жизни и мелодиям Иоганна Штрауса имеет мало общего с реальной жизнью композитора.
- 1939 — Бессмертный вальс[нем.] (Германия). В главной роли — Ханс Хольт[нем.].
- 1951 — «Вена танцует» (Австрия). Биографический фильм об Иоганне Штраусе-старшем, где параллельно излагаются история развития вальса Штраусом-отцом и история конфликта отца и сына. В фильме допущен анахронизм: Штраус-старший присутствует на исполнении «Сказок Венского леса», написанных спустя 19 лет после его смерти.
- 1971 — «Прощание с Петербургом» (СССР). В главной роли — Гирт Яковлев. О пребывании Штрауса в России.